# Зидьян-Казмалярский сельсовет
Зидьян-Казмалярский сельсовет — административно-территориальная единица и муниципальное образование со статусом сельского поселения в Дербентском районе Дагестана Российской Федерации.
Административный центр — село Зидьян-Казмаляр.

## Население
| 2002  | 2010  | 2012  | 2013  | 2014  | 2015  | 2016  |
| ----- | ----- | ----- | ----- | ----- | ----- | ----- |
| 1006  | ↗1127 | ↗1146 | ↗1174 | ↘1173 | ↘1172 | ↘1167 |
| 2017  | 2018  | 2019  | 2020  | 2021  | 2023  | 2024  |
| ↗1175 | ↘1155 | ↘1142 | ↘1133 | ↘1105 | ↘1084 | →1084 |
| 2025  |       |       |       |       |       |       |
| ↘1083 |       |       |       |       |       |       |

## Состав
| № | Населённый пункт | Тип населённого пункта       | Население |
| - | ---------------- | ---------------------------- | --------- |
| 1 | Зидьян           | село                         | ↘116      |
| 2 | Зидьян-Казмаляр  | село, административный центр | ↗989      |